# Jian Xu
Jian (Jane) Xu es una ingeniera de software china.  Ha sido una ingeniera distinguida en IBM y la directora de tecnología (CTO) de China Systems and Technology Labs en IBM.

## Biografía
Xu nació en Hong Kong y se crio en Shanghái.  Dejó Shanghái para continuar su educación en los Estados Unidos en 1982 y notó cómo las computadoras estaban impactando las vidas de las personas. Asistió a la Universidad de Hawái en Mānoa, donde se graduó con una maestría en ciencias de la computación en 1986. Asistió a la Universidad del Sur de California y recibió su doctorado en ciencias de la computación en 1990.

## Carrera
Poco después de obtener su doctorado, se unió a la División de Sistemas de Almacenamiento de IBM y luego se convirtió en líder técnica para el Grupo de Software de IBM desde 1995 hasta 2000. Fue asistente ejecutiva en el IBM Almaden Research Center en 2001 y luego pasó a trabajar en IBM Systems and Technology Group en 2002.  Su trabajo en el desarrollo de tecnología y sistemas de IBM en China involucra el desarrollo de nuevas formas de administrar el uso de energía, "mejoras ambientales y tecnología multinúcleo".  Fue elegida para la Academia IBM y ha ocupado el puesto no ejecutivo más alto que un ingeniero puede tener en la empresa. Ha contribuido a varias "innovaciones de IBM" mientras trabajaba para la compañía, incluida la Biblioteca Digital, Net.Data, habilitación de DB2 XML, gestión del ciclo de vida de la información, almacenamiento en grid y gestión del almacenamiento autónomo.
En 2008, fue incorporada al Salón de la Fama de Mujeres en Tecnología.  También ha recibido tres premios de IBM Outstanding Technical Achievement Awards y posee 15 patentes estadounidenses sobre su trabajo.